# Парапсихологија
Парапсихологија је псеудонаука која претендује да проучава неистражене делове људског ума. У парапсихологију се убрајају још недовољно истражени феномени: телекинеза, телепатија, емпатија и манипулација енергије. Парапсихологија није призната област у психологији. Велика већина научника сматра да је парапсихологија псеудонаука делом због недостатка поновљивих емпиријских доказа, а делом и зато што низ парапсихолошких тврдњи једноставно не може бити истинит, „осим ако остатак науке није тачан”.
Истраживање парапсихологије углавном спроводе приватне институције у неколико земаља, а финансирају се путем приватних донација, и тема се готово никада не појављује у главним научним часописима. Већина радова о парапсихологији објављена је у малом броју споредних часописа. Парапсихологија је била критикована због настављања истраге упркос томе што није могла да пружи убедљиве доказе за постојање било каквих психичких појава након више од једног века истраживања.

## Терминологија
Израз парапсихологија сковао је 1889. године филозоф Макс Десуар, као немачка „парапсихологија”. Касније га је Џ. Б. Рајн усвојио током 1930-их као замену за термин психичка истраживања како би указао на значајан помак ка експерименталној методологији и академској дисциплини.. Израз потиче од грч. παρά para са значењем „поред”, и психологија.
У парапсихологији, psi је непознати фактор екстрасензорне перцепције и психокинетичких искустава који није објашњен познатим физичким или биолошким механизмима. Израз је изведен из грчког ψ пси, 23. слова грчке абецеде и почетног слова грчке речи ψυχή psyche, са значењем „ум, душа”. Израз је сковао биолог Бертолд П. Виснер, а први пут га је користио психолог Роберт Таулес у чланку из 1942. године објављеном у Британском журналу психологије.